# Cascada de Chipitín
Cascada de Chipitín är ett vattenfall i Mexiko.   Det ligger i delstaten Nuevo León, i den centrala delen av landet, 700 km norr om huvudstaden Mexico City. Cascada de Chipitín ligger 1 097 meter över havet.
Terrängen runt Cascada de Chipitín är bergig söderut, men norrut är den kuperad. Runt Cascada de Chipitín är det ganska glesbefolkat, med 38 invånare per kvadratkilometer. Närmaste större samhälle är Allende, 13,9 km öster om Cascada de Chipitín. I omgivningarna runt Cascada de Chipitín växer i huvudsak blandskog.